# Cuestor (Eurocámara)
El cuestor es un cargo público europeo encargado de los asuntos administrativos y económicos de los eurodiputados que forma parte de un órgano de cinco cuestores. Son elegidos para un mandato de dos años y medio y se reúnen una vez al mes. Como miembros de la Mesa, pueden presentar propuestas relativas a su reglamento.
El proceso de elección comienza después de la elección del presidente y de los vicepresidentes. Es secreto y por mayoría. Si en dos votaciones no se ha elegido por mayoría absoluta, se procede a una tercera votación en la que es suficiente la mayoría relativa.